# Psyché (Weöres)
Psyché: Egy hajdani költőnő írásai („Psyche: Schriften einer Dichterin aus fernen Tagen“), kurz: Psyché („Psyche“), ist eine 1972 erschienene, großenteils fiktive Anthologie des ungarischen Dichters Sándor Weöres. Sie enthält die poetischen Werke der vermeintlich in Vergessenheit geratenen und von Weöres wiederentdeckten ungarischen Dichter Erzsébet Mária Psyché Lónyay und László Ungvárnémeti Tóth vom Anfang des 19. Jahrhunderts. Während Ungvárnémeti Tóth aber tatsächlich existierte und tatsächlich von Weöres wiederentdeckt wurde, ist die Dichterin Erzsébet Mária Psyché Lónyay eine literarische Erfindung von Weöres.

## Inhalt

### Aufbau
Psyché besteht im Kern aus der vollständigen Veröffentlichung der von Lónyay (in Wahrheit also von Weöres) verfassten Gedichte. Die Gedichte sind chronologisch angeordnet und nach den Lebensabschnitten von Lónyay untergliedert, so dass durch die (oftmals „autobiographischen“) Gedichte auch die Biographie von Lónyay hindurchschimmert.
Ein bestimmender Faktor in Lónyays Leben war die Beziehung zu ihrer Jugendliebe László Ungvárnémeti Tóth. Das liefert Weöres den Vorwand, in einem zweiten Teil von Psyché auch Werke von Ungvárnémeti Tóth zu veröffentlichen: ausgewählte Gedichte und eine gekürzte Fassung seiner Tragödie Nárcisz vagy a’ gyilkos önn-szeretet („Narziss oder Die mörderische Selbstliebe“).
Ergänzt werden die poetischen Texte durch einige eingeschobene, meist kurze tagebuchartige Notizen und fünf etwas längere Prosatexte: Zwischen den Gedichten von Lónyay aus den Jahren 1808–1830 und den Werken von Ungvárnémeti Tóth (alle 1816 veröffentlicht) ist ein Text von Lónyay aus dem Jahre 1820 eingefügt, der im Stil eines Tagebucheintrags vom frühen Tod Ungvárnémeti Tóths berichtet; daran knüpft noch ein Briefwechsel von 1821 an. Nach den Werken von Ungvárnémeti Tóth folgen nach einer kurzen Würdigung durch den Herausgeber Weöres schließlich drei weitere Texte, die alle nach dem Tod von Lónyay (1831) entstanden sind: eine Erinnerung an Lónyay von der (fiktiven) Schauspielerin Marianna Csernus 1842, eine erste literaturwissenschaftliche Würdigung Lónyays durch den (fiktiven) Philologen Márton Achátz 1871 und schließlich ein Text des (vermeintlichen) Herausgebers Sándor Weöres 1971.

### Handlung
Während Psyché primär eine Gedichtsammlung ist, lässt sich aus dem Inhalt der Gedichte von Lónyay und den rückblickenden Prosatexten eine Handlung erkennen: Lónyay stammt einerseits von ungarischem Adel, anderseits aber von Roma ab und sprengt damit schon von ihrer Herkunft her übliche gesellschaftliche Zuordnungen. 1795 geboren, führt sie das gänzlich unangepasste Leben einer emanzipierten, von Gleichgesinnten bewunderten, mit den Großen der damaligen Zeit von Goethe bis Beethoven verkehrenden, sexuell freizügigen und vor allem selbst künstlerisch tätigen jungen Frau, die sich konsequent allen Rollenerwartungen verweigert – ein Leben, das so im Ungarn des frühen 19. Jahrhunderts de facto kaum möglich gewesen wäre.
Die harsche Reaktion der Umwelt, die immer wieder Unheil über sie bringt, lässt Lónyay 1816 schließlich in eine Ehe mit dem sie seit langem umwerbenden, 24 Jahre älteren Baron Maximilian Freiherrn von Zedlitz einwilligen. Ihre große, unerfüllte Liebe aber bleibt ihr Leben lang Ungvárnémeti Tóth, der sie als Kind in einer Roma-Kolonie das Schreiben und später die Poesie gelehrt hatte. Mit ihm kommt es jedoch nie zu einem sexuellen Kontakt, und er stirbt 1820 schließlich (vermutlich anders als der historische Ungvárnémeti Tóth) an Syphilis, die er sich bei einer Prostituierten zugezogen hatte.
Lónyay kommt 1831 ums Leben, als sie von einem Pferdegespann von Freiherrn von Zedlitz überrollt wird. Es bleibt unklar, ob es sich um einen Unfall oder den Mord eines eifersüchtigen Ehemanns handelte.

### Allegorisch-mythologische Ebene
Weöres gibt Ungvárnémeti Tóth in Psyché als Beinamen den Namen der Hauptfigur seiner Tragödie, „Nárcisz“ („Narziss“); Lónyay trägt als dritten Vornamen ohnehin „Psyché“ („Psyche“). Dadurch gemahnt die Beziehung zwischen Lónyay und Ungvárnémeti Tóth an die antiken Mythen von Amor und Psyche einerseits und Narziss und Echo andererseits. (Narziss und Echo ist zudem für Ungvárnémeti Tóth die antike Vorlage seiner eigenen Tragödie Nárcisz.) Psyché bekommt somit eine zweite Bedeutungsebene.
Wie Psyche im Mythos ist Psyché unwiderstehlich schön und zugleich der Inbegriff der Seele. Nárcisz verliebt sich in sie. Doch anders als Echo im Mythos ist Psyché nicht sprachlos, sondern im völligen Gegensatz dazu als Dichterin besonders sprachmächtig. Dass Nárcisz (der Psyche die Poesie lehrte) dennoch nicht zu ihr findet, zeigt, wie vollkommen er in sich selbst gefangen ist.
Psyché wiederum geht nicht unmittelbar wie Echo an Nárcisz zugrunde, der sie verschmäht, sondern scheitert stattdessen an ihrem eigenen Ehemann, Freiherrn von Zedlitz, dem Inbegriff aufgeklärter, nüchterner Rationalität, die alle Sinnlichkeit vereinnahmt.
Die darin angedeutete düstere Zeitdiagnose entspricht Weöres’ diesbezüglich pessimistischer Sichtweise auf die Moderne. Weöres belässt es allerdings weitgehend bei diesen Andeutungen durch die Namensgebung; er ist in Psyché mehr an den historischen (beziehungsweise fiktiv historischen) Figuren aus Fleisch und Blut und vor allem an ihrem literarischen Werk interessiert. Erst der auf Psyché basierende Film Narziss und Psyche rückt den allegorisch-mythologischen Aspekt ins Zentrum.

## Form
So unangepasst Erzsébet Mária Psyché Lónyays (fiktives) Leben war, so quer stehen auch ihre (also Weöres’) Gedichte zum literarischen Kanon ihrer Zeit, der von einem patriotischen und moralistischen Stil geprägt war. Lónyays Gedichte hingegen kreisen um den Alltag, sind erotisch, spielerisch, humorvoll oder satirisch und dann wieder von metaphysischem Ernst – alles Elemente, die der ungarischen Lyrik der Zeit fehlten. (Ungvárnémeti Tóths an der klassischen Antike orientiertes Werk ist dem Stil seiner Zeit gleichermaßen fremd, wenn auch völlig anders als das von Lónyay.)
Die von ihm erfundene Dichterin gestattet es Weöres somit, seine herausragende Begabung, Lyrik in den verschiedensten Stilen zu verfassen, spielerisch und virtuos auszuleben.
Ähnlich virtuos macht Weöres die historische Existenz seiner fiktiven Dichterin plausibel. Nicht nur lässt er sie selbst dem tatsächlich existierenden ungarischen Adelsgeschlecht der Lónyay entstammen und verknüpft ihr Leben akribisch mit der tatsächlichen Biographie des von ihm hoch geschätzten Ungvárnémeti Tóth, dessen Werke er somit ebenfalls veröffentlichen kann. Auch viele andere historische Figuren der Zeit werden geschickt mit dem Leben von Lónyay in Beziehung gesetzt. So ist es die oft „Elise“ genannte Lónyay, für die Beethoven Für Elise komponiert, und Goethe widmet ihr sein Gedicht Nähe.
Eine Sonderstellung nimmt die Figur des Maximilian Freiherrn von Zedlitz ein. Als historische Figur selbst nicht verbürgt ist er doch als Abkömmling des Adelsgeschlechts derer von Zedlitz mit Karl Abraham Freiherrn von Zedlitz verwandt, einem Förderer Immanuel Kants, dem dieser daher seine Kritik der reinen Vernunft widmete. Neben die mythologischen Figuren von Psyché und Nárcisz tritt so die allegorische Figur des Freiherrn von Zedlitz als Inbegriff der Aufklärung.

## Stellung in der Literaturgeschichte

### Einordnung ins Werk des Autors
Das Kunststück, in der fragmentarischen Form einer fiktiven Anthologie einen ganzen epischen Kosmos mit allegorisch-mythologischen Obertönen auszubreiten und dabei auch noch auf vollkommene Weise literarisch in die Haut einer Dichterin aus einer anderen Epoche zu schlüpfen, wird zumeist als das bedeutendste Werk von Weöres angesehen, das all seine Fähigkeiten konzentriert zum Ausdruck bringt. 

### Stellung in der Literaturgeschichte
Sándor Weöres gilt als einer der bedeutendsten ungarischen Dichter des 20. Jahrhunderts.    Dementsprechend kann Psyché als eines der wichtigsten Werke der ungarischen Literatur des 20. Jahrhunderts angesehen werden. 

## Rezeption

### Wirkungsgeschichte
Psyché ist die literarische Vorlage für den Experimental-Spielfilm Narziss und Psyche von Gábor Bódy aus dem Jahre 1980.
Bea Palya veröffentlichte 2005 eine gleichnamige CD mit der Vertonung von 38 Gedichten aus Psyché. Die CD wird mit einem Büchlein geliefert, das alle vertonten Gedichte, aber auch Teile der Prosatexte aus Psyché enthält.

### Übersetzungen
Aufgrund des virtuosen Spiels mit den Stilen und Möglichkeiten der ungarischen Sprache gilt Psyché als nur schwer bis gar nicht übersetzbar.   Eine deutsche Übersetzung existiert bislang nicht.

### (Ungarische) Textausgaben
- Sándor Weöres: Psyché: Egy hajdani költőnő írásai. („Psyche: Schriften einer Dichterin aus fernen Tagen“). Magvető, Budapest 1972, DNB 1003259200 (294 S.).
- Sándor Weöres: Psyché: Egy hajdani költőnő írásai. („Psyche: Schriften einer Dichterin aus fernen Tagen“). Pesti Szalon, Budapest 1995, ISBN 963-605-112-7 (202 S., Erstausgabe:  1972).
- Sándor Weöres: Psyché. („Psyche“). In: Gesammelte Werke. Helikon, Budapest 2010, ISBN 978-963-227-240-5 (304 S., helikon.hu [abgerufen am 15. Februar 2011] Erstausgabe:  1972).

### Vertonung
- Sándor Weöres, Bea Palya: Psyché. („Psyche“). Helikon, Budapest 2005, ISBN 963-208-979-0 (64 S., helikon.hu [abgerufen am 25. Februar 2016] Booklet + CD).

### Sekundärliteratur
- Zsuzsanna Gahse: Der bedeutendste Dichter Ungarns – Der von Ungern. Ein Hinweis auf Sándor Weöres – und die Bitte nach einer Werkausgabe. In: Die Zeit. Nr. 13, 1986, S. 96 (zeit.de).
- Éva Ócsai: A Lyrical Novel and its Filmic Adaptation. (Sándor Weöres: Psyché and Gábor Bódy: Narcissus and Psyche). In: TRANS. Internet-Zeitschrift für Kulturwissenschaften. Nr. 16. Institut zur Erforschung und Förderung Österreichischer und Internationaler Literaturprozesse, 2005, ISSN 1560-182X (eMag [abgerufen am 22. Januar 2011]).
- Sándor Iván Kovács: Weöres Sándor és Ungvárnémeti Tóth László. („Sándor Weöres und László Ungvárnémeti Tóth“). In: Új Holnap. („Neuer Morgen“). Universität Miskolc, Miskolc März 1996.
- Júlia Vallasek: Psyché tükrében. („Im Spiegel von Psyche“). In: Korunk. („Unser Zeitalter“). Mai 1999 (eMag [abgerufen am 22. Januar 2011]).
- Susanna Fahlström: Form and philosophy in Sándor Weöres’ poetry. Acta Universitatis Upsaliensis, 1999, ISBN 91-554-4614-0, ISSN 1101-7430, urn:nbn:se:uu:diva-409 (244 S.).